# Ейвон (Вісконсин)
Ейвон (англ. Avon) — місто (англ. town) в США, в окрузі Рок штату Вісконсин. Населення — 570 осіб (2020).

## Демографія
Згідно з переписом 2010 року, у місті мешкало 608 осіб у 230 домогосподарствах у складі 176 родин. Було 243 помешкання
Расовий склад населення:
| - 97,2 % — білих - 0,5 % — корінних американців - 0,5 % — чорних або афроамериканців - 0,3 % — азіатів |

До двох чи більше рас належало 0,7 %. Частка іспаномовних становила 1,2 % від усіх жителів.
За віковим діапазоном населення розподілялося таким чином: 21,9 % — особи молодші 18 років, 64,0 % — особи у віці 18—64 років, 14,1 % — особи у віці 65 років та старші. Медіана віку мешканця становила 45,6 року. На 100 осіб жіночої статі у місті припадало 108,2 чоловіків;  на 100 жінок у віці від 18 років та старших — 109,3 чоловіків також старших 18 років.
Середній дохід на одне домашнє господарство  становив 76 879 доларів США (медіана — 57 778), а середній дохід на одну сім'ю — 95 541 долар (медіана — 76 563). Медіана доходів становила 41 786 доларів для чоловіків та 47 750 доларів для жінок. За межею бідності перебувало 10,0 % осіб, у тому числі 2,9 % дітей у віці до 18 років та 12,4 % осіб у віці 65 років та старших.
Цивільне працевлаштоване населення становило 274 особи. Основні галузі зайнятості: виробництво — 32,1 %, освіта, охорона здоров'я та соціальна допомога — 22,3 %, фінанси, страхування та нерухомість — 7,3 %, роздрібна торгівля — 6,9 %.